# يوم الطلاب الدولي
يوم الطُّلَّاب الدَّولي أو يوم الطُّلَّاب العالمي هو يوم عالمي يُحتفلُ فيه بمجتمع الطُّلَّاب، يُعقد سنويًا في 17 نوفمبر. تم الاحتفال في الأصل بالاحتلال النازي للجامعات التشيكية في عام 1939، وما تلاه من قتل وإرسال الطلاب إلى معسكرات الاعتقال، وقد تميَّزت الآن بعدد من الجامعات، وأحيانًا يتمُّ الاحتفال بيوم آخر غير يوم 17 نوفمبر، كاحتفال غير سيَّاسي بتعددية ثقافات الطُّلَّاب الدَّوليِّين.